# Реннау
Реннау (нім. Rennau) — громада в Німеччині, розташована в землі Нижня Саксонія. Входить до складу району Гельмштедт. Складова частина об'єднання громад Граслебен.
Площа — 22,6 км2. Населення становить 715 ос. (станом на 31 грудня 2021).

## Галерея

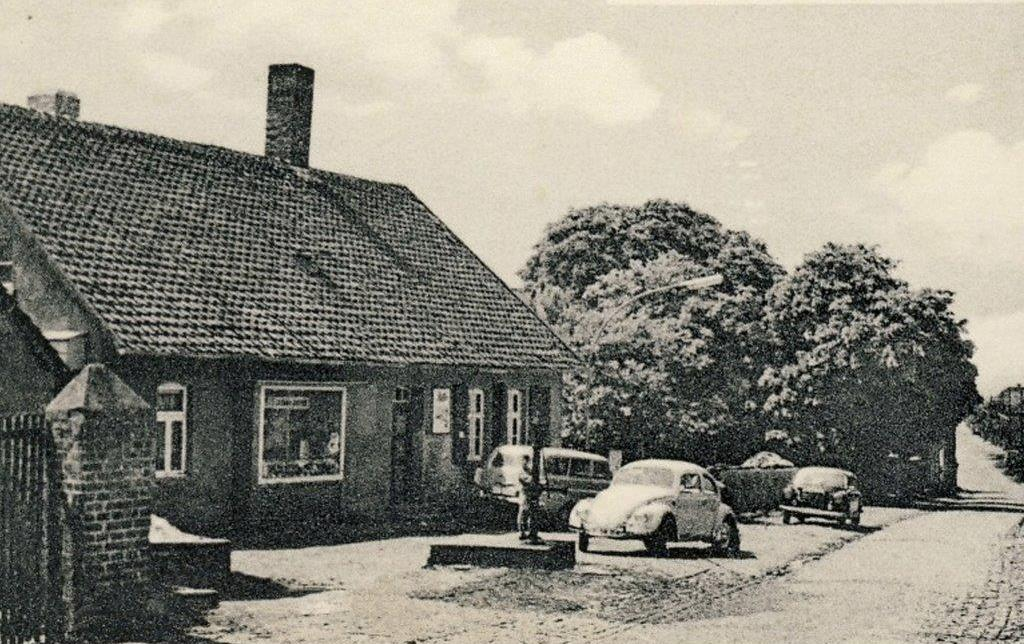